# Nibiru World Tour
El Nibiru World Tour es una gira de conciertos del cantante Ozuna, la cual dará promoción a su álbum "Nibiru". La gira comenzará el 14 de febrero de 2020 en Santo Domingo y recorrerá Norteamérica, Latinoamérica y Europa.

## Fechas
| Fecha                   | Ciudad            | País                 | Recinto                           | Entradas vendidas / disponibles | Recaudación |
| ----------------------- | ----------------- | -------------------- | --------------------------------- | ------------------------------- | ----------- |
| Latinoamérica - Etapa I |                   |                      |                                   |                                 |             |
| 14 de febrero de 2020   | Santo Domingo     | República Dominicana | Estadio Olímpico Félix Sánchez    | —                               | —           |
| 22 de febrero de 2020   | Asunción          | Paraguay             | Jockey Club del Paraguay          | Festival                        | Festival    |
| 28 de febrero de 2020   | Viña del Mar      | Chile                | Anfiteatro de la Quinta Vergara   | Festival                        | Festival    |
| 7 de marzo de 2020      | Santiago          | Chile                | Movistar Arena                    | —                               | —           |
| Norteamérica - Etapa II |                   |                      |                                   |                                 |             |
| 15 de marzo de 2020     | Laredo            | Estados Unidos       | Sames Auto Arena                  | —                               | —           |
| 22 de marzo de 2020     | Cedar Park        | Estados Unidos       | H-E-B Center at Cedar Park        | —                               | —           |
| 2 de abril de 2020      | Duluth            | Estados Unidos       | Infinite Energy Arena             | —                               | —           |
| 3 de abril de 2020      | Sunrise           | Estados Unidos       | BB&T Center                       | —                               | —           |
| 4 de abril de 2020      | Orlando           | Estados Unidos       | Amway Center                      | —                               | —           |
| 9 de abril de 2020      | El Paso           | Estados Unidos       | Don Haskins Center                | —                               | —           |
| 10 de abril de 2020     | Kansas City       | Estados Unidos       | Sprint Center                     | —                               | —           |
| 11 de abril de 2020     | Oklahoma City     | Estados Unidos       | Chesapeake Energy Arena           | —                               | —           |
| 17 de abril de 2020     | Milwaukee         | Estados Unidos       | Fiserv Forum                      | —                               | —           |
| 18 de abril de 2020     | Chicago           | Estados Unidos       | Allstate Arena                    | —                               | —           |
| 23 de abril de 2020     | Fresno            | Estados Unidos       | Save Mart Center                  | —                               | —           |
| 24 de abril de 2020     | San José          | Estados Unidos       | SAP Center                        | —                               | —           |
| 25 de abril de 2020     | Anaheim           | Estados Unidos       | Honda Center                      | —                               | —           |
| 1 de mayo de 2020       | Inglewood         | Estados Unidos       | The Forum                         | —                               | —           |
| 8 de mayo de 2020       | San Diego         | Estados Unidos       | Pechanga Arena                    | —                               | —           |
| 10 de mayo de 2020      | Portland          | Estados Unidos       | Veterans Memorial Coliseum        | —                               | —           |
| 15 de mayo de 2020      | Las Vegas         | Estados Unidos       | T-Mobile Arena                    | —                               | —           |
| 16 de mayo de 2020      | Salt Lake City    | Estados Unidos       | Vivint Smart Home Arena           | —                               | —           |
| 22 de mayo de 2020      | Reading           | Estados Unidos       | Santander Arena                   | —                               | —           |
| 23 de mayo de 2020      | Fairfax           | Estados Unidos       | EagleBank Arena                   | —                               | —           |
| 24 de mayo de 2020      | Raleigh           | Estados Unidos       | PNC Arena                         | —                               | —           |
| 30 de mayo de 2020      | Uncasville        | Estados Unidos       | Mohegan Sun Arena                 | —                               | —           |
| 27 de junio de 2020     | Monterrey         | México               | Parque Fundidora                  | Festival                        | Festival    |
| Europa - Etapa III      |                   |                      |                                   |                                 |             |
| 2 de julio de 2020      | Zúrich            | Suiza                | Hallenstadion                     | —                               | —           |
| 9 de julio de 2020      | Catania           | Italia               | Zouk Spazio Eventi                | —                               | —           |
| 10 de julio de 2020     | Roma              | Italia               | Ippodromo delle Capannelle        | Festival                        | Festival    |
| 11 de julio de 2020     | París             | Francia              | AccorHotels Arena                 | —                               | —           |
| 17 de julio de 2020     | Marbella          | España               | Auditorio Stralite                | Festival                        | Festival    |
| 18 de julio de 2020     | Esch-sur-Alzette  | Luxemburgo           | Rockhal                           | —                               | —           |
| 19 de julio de 2020     | Londres           | Reino Unido          | The O2 Arena                      | —                               | —           |
| 24 de julio de 2020     | Milán             | Italia               | Ippodromo del Galoppo di San Siro | Festival                        | Festival    |
| 30 de julio de 2020     | Cádiz             | España               | Polideportivo Municipal           | Festival                        | Festival    |
| 1 de agosto de 2020     | Gran Canaria      | España               | Estadio Municipal de Maspalomas   |                                 |             |
| 7 de agosto de 2020     | Zambujeira do Mar | Portugal             | Herdade da Casa Branca            | Festival                        | Festival    |
| Norteamérica - Etapa IV |                   |                      |                                   |                                 |             |
| 4 de septiembre de 2020 | Nueva York        | Estados Unidos       | Madison Square Garden             | —                               | —           |

### Fechas canceladas
| Fecha               | Ciudad       | País      | Lugar          | Motivo               |
| ------------------- | ------------ | --------- | -------------- | -------------------- |
| 21 de marzo de 2020 | Buenos Aires | Argentina | Movistar Arena | Pandemia de COVID-19 |